# San Juan Bautista Cacalote
San Juan Bautista Cacalote är en ort i Mexiko.   Den ligger i kommunen Tarimoro och delstaten Guanajuato, i den centrala delen av landet, 200 km nordväst om huvudstaden Mexico City. San Juan Bautista Cacalote ligger 1 773 meter över havet och antalet invånare är 1 241.
Terrängen runt San Juan Bautista Cacalote är kuperad åt nordost, men åt sydväst är den platt. Runt San Juan Bautista Cacalote är det ganska tätbefolkat, med 70 invånare per kvadratkilometer. Närmaste större samhälle är Celaya, 19,7 km norr om San Juan Bautista Cacalote. Trakten runt San Juan Bautista Cacalote består till största delen av jordbruksmark.